# Chiesa di San Vittore (Brembate)
La chiesa di San Vittore di Brembate si trova nel territorio dell'omonimo comune nella provincia di Bergamo.

## Storia
Si tratta di un edificio ecclesiale romanico le cui origini risalgono al X secolo, attestato storicamente in un atto del 962 con cui l'imperatore Ottone I donava dei beni a Olderico vescovo di Bergamo.
Secondo la leggenda, il soldato romano Vittore, cristiano, si sarebbe rifugiato in una grotta, il primo nucleo della chiesa, per sottrarsi alle persecuzioni di Diocleziano.
L'edificio, situato sulla sponda settentrionale del Brembo, comprende una parte ipogea costituita da una grotta, in cui è presente una delle poche Scale Sante presenti in Italia e una parte superiore esterna, XVI secolo, formata da un locale unico, a pianta rettangolare, completato da una piccola torre campanaria.
All'interno della grotta si trova un affresco, leggibile, del X secolo raffigurante una Crocefissione mentre nella chiesa superiore si trovano alcuni affreschi di buona fattura e in ottimo stato di conservazione risalenti al XVI e XVII secolo. La chiesa conserva un affresco del Novecento di Nino Nespoli.